# Edgar von Schmidt-Pauli (Schriftsteller)
Fiath Florentin Richard Edgar von Schmidt-Pauli (* 3. März 1881 in Hamburg; † 16. September 1955 in Tutzing) war ein deutscher Schriftsteller, Journalist und Literaturfunktionär.

## Leben

### Jugend und Erster Weltkrieg
Edgar von Schmidt-Pauli war der Sohn des gleichnamigen Hamburgischen Kaufmanns Edgar von Schmidt-Pauli (1853–1920). Durch seine Mutter Josepha Freiin Fiath von Eörményes und Karansébes (1855–1945) war er ein Abkömmling ungarischer Barone, seine Schwester war die Schriftstellerin Elisabeth von Schmidt-Pauli (1882–1956). In seiner Jugend besuchte Schmidt-Pauli die Ritterakademie in Liegnitz, wo er durch lyrische Versuche erstmals schriftstellerisch auffiel. Nach dem Schulbesuch studierte er Rechtswissenschaften in Cambridge, München, Göttingen und Leipzig, wo er zum Dr jur. promovierte. Nach dem Bestehen der Großen Juristischen Staatsprüfung übte er seinen erlernten Beruf jedoch nicht aus, sondern wandte er sich dem Journalismus zu. Seit 1910 arbeitete er als Musik- und Theaterkritiker beim Hamburger Fremdenblatt. Von 1912 bis 1914 war er als Regisseur beim Hamburger Stadttheater und beim Wiesbadener Hoftheater beschäftigt.
Ab 1914 nahm Schmidt-Pauli als Rittmeister der Reserve am Ersten Weltkrieg teil. Während des Krieges begann er schriftstellerisch hervorzutreten: 1916 legte er sein erstes Buch Kriegsritte vor. Von 1916 bis 1918 übernahm er außerdem die Chefredaktion des Belgischen Couriers in Brüssel.

### Weimarer Republik
Nach Ende des Ersten Weltkrieges wurde Schmidt-Pauli Pressedelegierter der von Kurt Freiherr von Lersner geführten deutschen Delegation bei den Friedensverhandlungen in Versailles.
Um 1920 heiratete Schmidt-Pauli Edith von Krogh Tiedemann Beyer, Bergen, Norwegen. Aus der Ehe ging unter anderem der Sohn Rolf von Schmidt-Pauli und der nach dem Vater benannte Diplomat Edgar von Schmidt-Pauli, der unter anderem Botschafter der Bundesrepublik Deutschland in Laos und Thailand wurde, hervor.
1923 wurde Schmidt-Pauli Chefredakteur der Nachrichtenagentur Eca in Berlin und weiterhin Chefredakteur der Zeitschriften Roland von Berlin und Jugend. Anlässlich des Hitler-Ludendorff-Putsches vom November 1923 eilte Schmidt-Pauli nach München, um das Staatsstreichunternehmen zu unterstützen, traf dort aber erst nach dem gescheiterten Marsch auf die Feldherrnhalle ein. Am Tag darauf suchte er Erich Ludendorff in dessen Villa auf, um dessen Berichte an die Berliner Presse weiterzugeben.
Von 1927 bis 1934 fungierte Schmidt-Pauli als Herausgeber der Monatszeitschrift Politik und Gesellschaft. Zeitweise war er zudem Pressechef beim Staatskommissar für öffentliche Ordnung in Berlin. Ideologisch vertrat Schmidt-Pauli zu dieser Zeit überwiegend monarchistische Ansichten. So bemühte er sich in einer Biografie Wilhelms II. 1928 um eine Rehabilitierung des ehemaligen Kaisers, dessen Schuldanteil für die Katastrophen von Kriegsausbruch 1914 und Kriegsniederlage 1918 er zugunsten der Betonung des Schicksalhaften der größeren geschichtlichen Entwicklungslinien zu relativieren versuchte.
Ende der 1920er Jahre fand Schmidt-Pauli als Mitglied des Deutschen Herrenklubs Anschluss an die konservativen Kreise um Heinrich von Gleichen.

### Zeit des Nationalsozialismus
Nach der „Machtergreifung“ der Nationalsozialisten 1933 machte Schmidt-Pauli schnell Karriere. Bereits im Sommer 1933 ernannte ihn Propagandaminister Joseph Goebbels zum Vorstandsmitglied des gleichgeschalteten Reichsverbandes deutscher Schriftsteller (RDS). Im selben Jahr wurde Schmidt-Pauli Vertreter der deutschen Sektion beim Internationalen Exekutivkomitee des P.E.N.-Klubs. Nachdem der Internationale P.E.N. in einer Resolution am 8. November 1933 die Unterdrückung von Schriftstellern, die nicht mit der offiziellen Politik des NS-Staates konform gingen, verurteilt hatte, verkündete Schmidt-Pauli im selben Monat den Rückzug der deutschen Sektion aus der internationalen P.E.N.-Organisation.
In den NS-Jahren verfasste er neben Biografien Hans von Seeckts und Nikolaus Horthys auch mehrere Adolf Hitler und andere NS-Führer verherrlichende Schriften. Ideologisch bekannte Schmidt-Pauli sich dementsprechend zu dieser Zeit mehrfach ausdrücklich zur Weltanschauung des Nationalsozialismus. So erklärte er etwa: „Wer mich als nationalsozialistischen Schriftsteller anzweifelt, kennt meine Werke nicht.“
Während der Röhm-Affäre am 30. Juni 1934 entging Schmidt-Pauli einer Verhaftung zunächst, da er sich an diesem Tag in Paris aufhielt. Der Spiegel legte später nahe, dass er an diesem Tag ebenfalls zur Ermordung vorgesehen war. Nach seiner Rückkehr nach Berlin wurde er allerdings zeitweise in Haft genommen und ins Columbia-Haus gesperrt.
Im Herbst 1949 hielt Schmidt-Pauli sich sechs Wochen lang in Paris auf, um dort ein Komitee zur Vorbereitung der deutsch-französischen Verständigungs-Konferenz zu bilden. Auf Drängen französischer Politiker, die in Eingaben an den bayerischen Ministerpräsidenten Hans Ehard – in denen sie auf Schmidt-Paulis NS-nahe publizistische Tätigkeit verwiesen – richteten, wurde er jedoch aus dem Ehrenpräsidium der Verständigungs-Konferenz abgezogen.
In der Sowjetischen Besatzungszone wurden Schmidt-Paulis Schriften Die Männer um Hitler (Verlag für Kulturpolitik, Berlin 1932), Hitlers Kampf um die Macht (Stilke, Berlin 1933), Adolf Hitler (Junge Generation, Berlin 1935), Geschichte der Freikorps 1918–1924 (Lutz, Stuttgart 1936), General von Seeckt (Reimar Hobbing, Berlin 1937) und Nikolaus von Horthy (Toth, Hamburg 1944) auf die Liste der auszusondernden Literatur gesetzt.

## Schriften
Als Autor:
- Nichtehe und nichtige Ehe im engere Sinne, 1913. (Dissertation)
- Kriegsritte. Erlebnisse eines Kavallerieoffiziers, Berlin 1916.
- Aus Galizien, Mönchengladbach s. a. [1916].
- Der Kaiser. Das wahre Gesicht Wilhelms II., Berlin 1928.
- Wir Indianer, Berlin 1929.
- Diplomaten in Berlin, Berlin 1930.
- Der andere Casanova, Berlin 1930.
- Graf Stefan Bethlen, Berlin 1931.
- Fürst Bülows Denk-Unwürdigkeiten, Berlin 1931.
- Die Männer um Hitler, Berlin 1932.
- Hitlers Kampf um die Macht, Berlin 1933.
- Adolf Hitler, Berlin 1933.
- Geschichte der Freikorps 1918–1924, Stuttgart 1936.
- Nikolaus von Horthy, Admiral, Volksheld u. Reichsverweser, Berlin s. a. [1937]
- General von Seeckt, Berlin 1937.
- Europas Dynastien und der Weltkrieg, 1938.
- Geschichte der Freikorps 1918–1924, Stuttgart 1939.
- Friedrich Bergius, Berlin 1943.
- Nikolaus von Horthy, Hamburg s. a. [1944].
- 60 Jahre Kölner Renn-Verein, Köln 1957.

Als Übersetzer:
- David Lloyd George: Die Wahrheit über Reparationen und Kriegsschulden, 1932. (aus dem Englischen)